# Чемпіонат Туру WTA 2013
Чемпіонат Туру WTA 2013 - жіночий тенісний турнір, що відбувся на закритих кортах з твердим покриттям. Це був 43-й за ліком завершальний турнір сезону в одиночному розряді і 38-й - у парному. Втретє відбувся на кортах Sinan Erdem Dome у Стамбулі (Туреччина) і тривав з 22 до 27 жовтня 2013 року. Змагалися 8 гравчинь і 4 пари.

## Призовий фонд і очки
Сумарний призовий фонд турніру становив 6 млн доларів США.
| Етап                         | Одиночний розряд | Парний розряд | Очки! 1   |
| ---------------------------- | ---------------- | ------------- | --------- |
| Чемпіонка                    | RR2 + $1,590,000 | $460,000      | RR3 + 810 |
| Фіналістка                   | RR2 + $535,000   | $230,000      | RR3 + 360 |
| Півфіналістки                | RR2 + $36,500    | $115,000      | RR3       |
| Круговий турнір (3 перемоги) | $555,0002        | Н/Д           | 690       |
| Круговий турнір (2 перемоги) | $415,0002        | Н/Д           | 530       |
| Круговий турнір (1 перемога) | $275,0002        | Н/Д           | 370       |
| Круговий турнір (0 перемог)  | $135,0002        | Н/Д           | 210       |
| Нагорода за участь           | $70,000          | Н/Д           | Н/Д       |
| Запасні                      | $61,000          | Н/Д           | Н/Д       |

- 1 За участь у кожному матчі кругового турніру гравчиня автоматично отримує 70 очок, а за кожну перемогу в круговому турнірі - 160 додаткових очок.
- 2 RR означає грошовий приз і очки здобуті на етапі кругового турніру.

## Гравчині, що кваліфікувалися

### Одиночний розряд
| #   | Гравчині                 | Очки   | Турнірів | Коли кваліфікувалася |
| --- | ------------------------ | ------ | -------- | -------------------- |
| 1   | Серена Вільямс (USA)     | 12,040 | 16(14)   | 5 серпня             |
| 2   | Вікторія Азаренко (BLR)  | 7,676  | 15(13)   | 24 серпня            |
| inj | Марія Шарапова (RUS)     | 5,891  | 14(10)   | 23 вересня           |
| 3   | Агнешка Радванська (POL) | 5,890  | 20       | 23 вересня           |
| 4   | Лі На (CHN)              | 5,120  | 17(14)   | 27 вересня           |
| 5   | Петра Квітова (CZE)      | 4,370  | 22       | 7 жовтня             |
| 6   | Сара Еррані (ITA)        | 4,190  | 21       | 7 жовтня             |
| 7   | Єлена Янкович (SRB)      | 3,860  | 19       | 7 жовтня             |
| 8   | Анджелік Кербер (GER)    | 3,715  | 21(20)   | 11 жовтня            |

### Парний розряд
| # | Гравчині                                     | Очки  | Турнірів | Коли кваліфікувалися |
| - | -------------------------------------------- | ----- | -------- | -------------------- |
| 1 | Сара Еррані (ITA) Роберта Вінчі (ITA)        | 7,415 | 14       | 6 вересня            |
| 2 | Сє Шувей (TPE) Пен Шуай (CHN)                | 6,245 | 13       | 4 жовтня             |
| 3 | Надія Петрова (RUS) Катарина Среботнік (SLO) | 6,155 | 13       | 4 жовтня             |
| 4 | Олена Весніна (RUS) Катерина Макарова (RUS)  | 5,971 | 10       | 4 жовтня             |

## Шлях на Чемпіонат

### Одиночний розряд
- Гравчині на  золотому  тлі кваліфікувалися на турнір.
- Гравчині на  брунатному  тлі кваліфікувалися, але відмовилися від участі.

| Місце | Спортсменка        | Турніри Великого шлему | Турніри Великого шлему | Турніри Великого шлему | Турніри Великого шлему | Premier Mandatory | Premier Mandatory | Premier Mandatory | Premier Mandatory | Найкращі результати в Premier 5 | Найкращі результати в Premier 5 | Найкращі результати в інших турнірах | Найкращі результати в інших турнірах | Найкращі результати в інших турнірах | Найкращі результати в інших турнірах | Найкращі результати в інших турнірах | Найкращі результати в інших турнірах | Загалом очок | Турнірів |
| ----- | ------------------ | ---------------------- | ---------------------- | ---------------------- | ---------------------- | ----------------- | ----------------- | ----------------- | ----------------- | ------------------------------- | ------------------------------- | ------------------------------------ | ------------------------------------ | ------------------------------------ | ------------------------------------ | ------------------------------------ | ------------------------------------ | ------------ | -------- |
| Місце | Спортсменка        | AUS                    | FRA                    | WIM                    | USO                    | IW                | MIA               | MAD               | BEI               | 1                               | 2                               | 1                                    | 2                                    | 3                                    | 4                                    | 5                                    | 6                                    | Загалом очок | Турнірів |
| 1     | Серена Вільямс     | ЧФ 500                 | П 2000                 | 1/8Ф 280               | П 2000                 | A 0               | П 1000            | П 1000            | П 1000            | П 900                           | П 900                           | Ф 620                                | Ф 620                                | П 470                                | П 470                                | П 280                                | A 0                                  | 12,040       | 16(14)   |
| 2     | Вікторія Азаренко  | П 2000                 | ПФ 900                 | 1/32Ф 100              | Ф 1400                 | ЧФ 250            | A 0               | 1/16Ф 80          | 1/32Ф 5           | П 900                           | П 900                           | Ф 620                                | Ф 320                                | ПФ 200                               | 1/16Ф 1                              | A 0                                  |                                      | 7,676        | 15(13)   |
| 3     | Марія Шарапова     | ПФ 900                 | Ф 1400                 | 1/32Ф 100              | A 0                    | П 1000            | Ф 700             | Ф 700             | A 0               | ПФ 395                          | ЧФ 225                          | П 470                                | 1/16Ф 1                              | A 0                                  | A 0                                  |                                      |                                      | 5,891        | 14(10)   |
| 4     | Агнешка Радванська | ЧФ 500                 | ЧФ 500                 | ПФ 900                 | 1/8Ф 280               | 1/8Ф 140          | ПФ 450            | 1/16Ф 80          | ПФ 450            | ПФ 395                          | ПФ 395                          | П 470                                | Ф 320                                | П 280                                | П 280                                | ЧФ 225                               | ЧФ 225                               | 5,890        | 20       |
| 5     | Лі На              | Ф 1400                 | 1/32Ф 100              | ЧФ 500                 | ПФ 900                 | A 0               | ЧФ 250            | 1/32ф 5           | ЧФ 250            | ПФ 395                          | ПФ 395                          | Ф 320                                | П 280                                | ПФ 200                               | 1/8Ф 125                             | A 0                                  | A 0                                  | 5,120        | 17(14)   |
| 6     | Петра Квітова      | 1/32Ф 100              | 1/16Ф 160              | ЧФ 500                 | 1/16Ф 160              | ЧФ 250            | 1/16Ф 80          | 1/16Ф 80          | ПФ 450            | П 900                           | ЧФ 225                          | П 470                                | Ф 320                                | ЧФ 225                               | Ф 200                                | 1/8Ф 125                             | 1/8Ф 125                             | 4,370        | 22       |
| 7     | Сара Еррані        | 1/64Ф 5                | ПФ 900                 | 1/64Ф 5                | 1/32Ф 100              | ЧФ 250            | ЧФ 250            | ПФ 450            | 1/8Ф 140          | ПФ 395                          | ЧФ 225                          | Ф 320                                | Ф 320                                | П 280                                | ЧФ 225                               | Ф 200                                | 1/8Ф 125                             | 4,190        | 21       |
| 8     | Єлена Янкович      | 1/16Ф 160              | ЧФ 500                 | 1/32Ф 100              | 1/8Ф 280               | 1/32Ф 5           | ПФ 450            | 1/32Ф 5           | Ф 700             | ПФ 395                          | ЧФ 225                          | Ф 320                                | П 280                                | ПФ 130                               | 1/8Ф 125                             | 1/8Ф 125                             | 1/8Ф 60                              | 3,860        | 19       |
| 9     | Анджелік Кербер    | 1/8Ф 280               | 1/8Ф 280               | 1/32Ф 100              | 1/8Ф 280               | ПФ 450            | 1/16Ф 80          | ЧФ 250            | ЧФ 250            | Ф 620                           | 1/8Ф 125                        | П 280                                | Ф 200                                | ПФ 200                               | ПФ 200                               | ЧФ 120                               | A 0                                  | 3,715        | 22(21)   |
| 10    | Каролін Возняцкі   | 1/8Ф 280               | 1/32Ф 100              | 1/32Ф 100              | 1/16Ф 160              | Ф 700             | 1/16Ф 80          | 1/32Ф 5           | ЧФ 250            | ПФ 395                          | ЧФ 225                          | П 280                                | ЧФ 225                               | ПФ 200                               | ПФ 200                               | ПФ 200                               | ЧФ 120                               | 3,520        | 23       |
| 11    | Слоун Стівенс      | ПФ 900                 | 1/8Ф 280               | ЧФ 500                 | 1/8Ф 280               | 1/32Ф 5           | 1/8Ф 140          | 1/32Ф 5           | 1/8Ф 140          | 1/8Ф 125                        | 1/8Ф 125                        | ПФ 130                               | 1/8Ф 125                             | ЧФ 120                               | ЧФ 120                               | ЧФ 120                               | 1/16Ф 70                             | 3,185        | 22       |

### Парний розряд
| Місце | Пара                             | Очки    | Очки    | Очки   | Очки   | Очки   | Очки    | Очки     | Очки     | Очки     | Очки      | Очки     | Загалом очок | Турнірів |
| Місце | Пара                             | 1       | 2       | 3      | 4      | 5      | 6       | 7        | 8        | 9        | 10        | 11       | Загалом очок | Турнірів |
| ----- | -------------------------------- | ------- | ------- | ------ | ------ | ------ | ------- | -------- | -------- | -------- | --------- | -------- | ------------ | -------- |
| 1     | Сара Еррані Роберта Вінчі        | П 2000  | Ф 1400  | П 900  | Ф 620  | ЧФ 500 | П 470   | ПФ 450   | Ф 320    | 1/8Ф 280 | ЧФ 225    | ЧФ 225   | 7,390        | 13       |
| 2     | Сє Шувей Пен Шуай                | П 2000  | П 900   | П 900  | ЧФ 500 | ПФ 450 | ПФ 450  | ПФ 395   | 1/8Ф 280 | П 280    | 1/16Ф 160 | 1/8Ф 140 | 6,455        | 11       |
| 3     | Надія Петрова Катарина Среботнік | П 1,000 | ПФ 900  | Ф 700  | Ф 620  | ЧФ 500 | ЧФ 500  | П 470    | П 470    | ПФ 395   | Ф 320     | 1/8Ф 280 | 6,155        | 12       |
| 4     | Олена Весніна Катерина Макарова  | П 2,000 | П 1,000 | ПФ 900 | ЧФ 500 | ПФ 395 | ПФ 395  | 1/8Ф 280 | ЧФ 250   | ЧФ 250   | 1/8Ф 1    |          | 5,971        | 10       |
| 5     | Кейсі Деллаква Ешлі Барті        | Ф 1400  | Ф 1400  | Ф 1400 | П 280  | П 130  | 1/32Ф 5 | 1/8Ф 5   | 1/8Ф 1   |          |           |          | 4,621        | 8        |

## Переможниці та фіналістки

### Одиночний розряд
- Серена Вільямс —   Лі На, 2–6, 6–3, 6–0.

Для Серени Вільямс це був рекордний, 11-й, титул за сезон і 4-та перемога на завершальному турнірі сезону.

### Парний розряд
- Сє Шувей /  Пен Шуай —  Катерина Макарова /  Олена Весніна, 6–4, 7–5.